# Socket F+
Socket F+ (также известен как Socket Fr2) — разъём для серверных микропроцессоров компании AMD и двухпроцессорных систем с процессорами линейки Quad FX, которые изготовлены с помощью 45-нанометрового технологического процесса. Является преемником Socket F.

## Технологии
Основным отличием между разъемами Socket F и Socket F+ является поддержка шины HyperTransport разных версий. В то время, как Socket F поддерживает HyperTransport 2.0 на скорости 1.0 Гц, Socket F+ поддерживает HyperTransport 3.0 на скорости до 2.6 Гц, которая является совместимой с версиями 1.0 и 2.0.